# Economia della Scozia

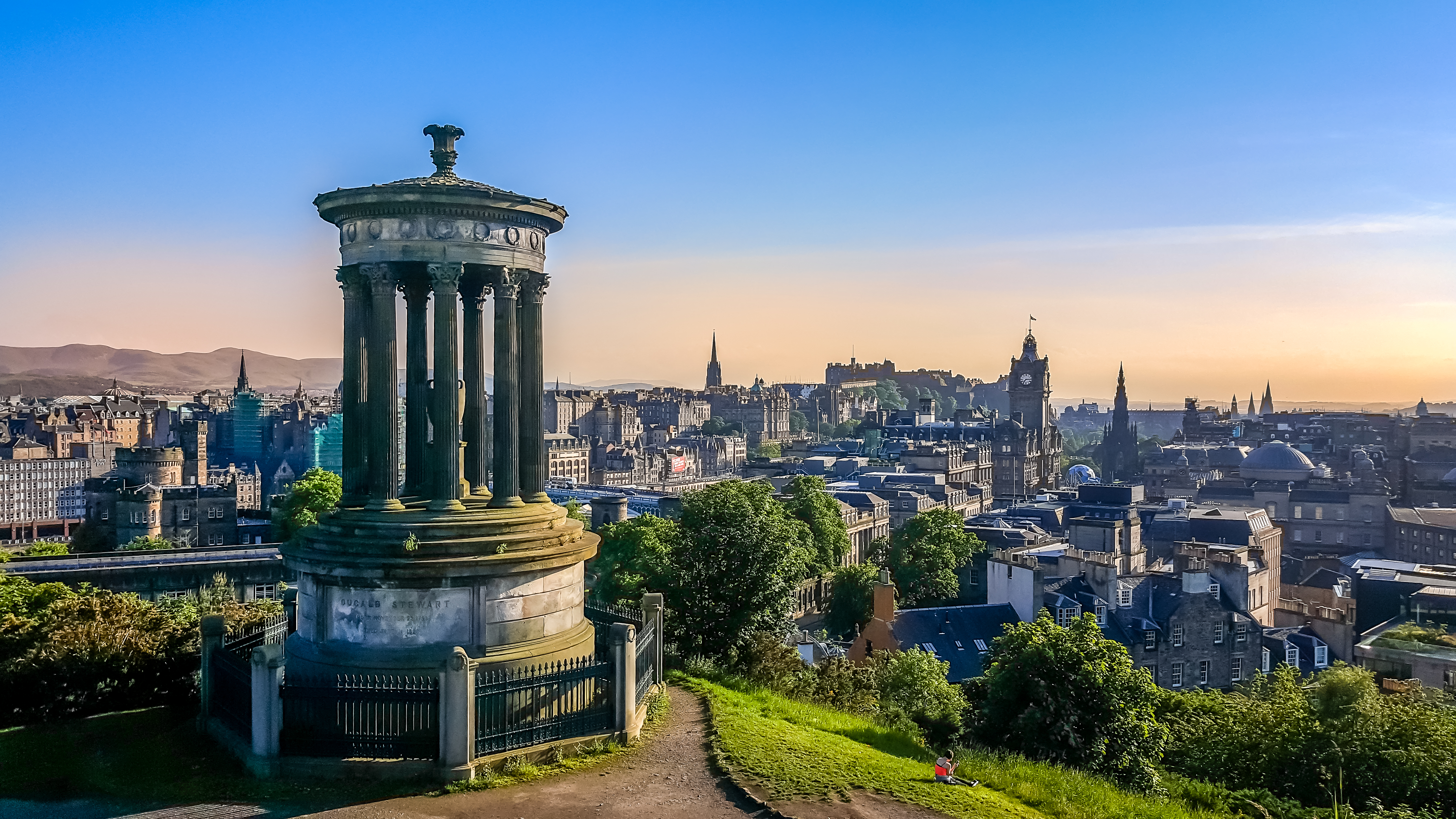
Edimburgo, il centro finanziario della Scozia, il 4° più grande centro finanziario in Europa e il 13° più grande a livello internazionale.

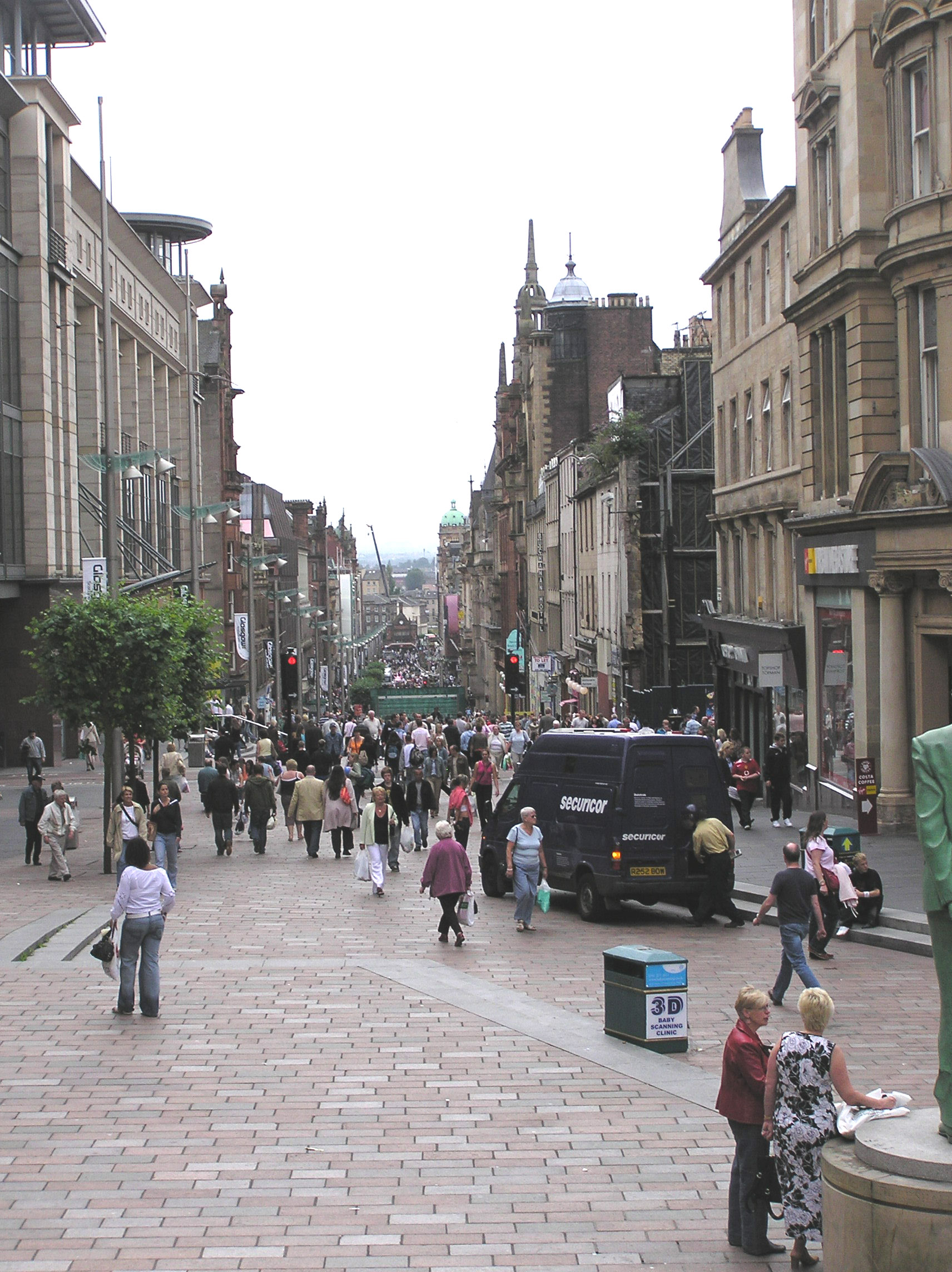
Buchanan Street nel centro del quartiere dello shopping di Glasgow.

L'Economia della Scozia è strettamente legata a quella del Regno Unito ed è essenzialmente basata su un sistema capitalista con pochissimo intervento del governo. La Scozia è stata una delle potenze industriali in Europa sin dalla rivoluzione industriale e dopo questo periodo l'economia scozzese fu dominata dalla costruzione navale, dall'estrazione mineraria e dall'acciaio. La partecipazione della Scozia all'Impero britannico le ha permesso di esportare la sua produzione in tutto il mondo. Ma l'industria pesante è diminuita nell'ultima parte del XX secolo, portando a un notevole cambiamento nell'economia scozzese ora basata sulla tecnologia e sui servizi. Gli anni '80 videro lo sviluppo della Silicon Valley scozzese: Silicon Glen (glen che significa valle in scozzese), tra Glasgow ed Edimburgo, è sede di molte grandi aziende tecnologiche che si stabilirono in Scozia. Oggi, l'industria tecnologica impiega 41.000 persone. Le società con sede in Scozia sono specializzate in sistemi informativi, difesa, elettronica e semiconduttori. C'è anche un settore dello sviluppo e del design dell'elettronica particolarmente dinamico e in crescita, basato sui suoi legami con università e aziende locali. Da notare la presenza di multinazionali come National Semiconductor, IBM o Motorola. Altri importanti settori dell'economia scozzese sono: servizi bancari e finanziari, istruzione, intrattenimento, biotecnologia, trasporti, petrolio, gas, whisky e turismo.
Il prodotto interno lordo (PIL) della Scozia è di poco superiore a 74 miliardi di sterline (nel 2002), con un PIL pro capite di 14.651 sterline.
Edimburgo è il centro finanziario della Scozia e il 6º posto in Europa con le sue principali società del settore finanziario con sede lì, tra cui la Royal Bank of Scotland (la seconda più grande banca in Europa, la quinta nel mondo), HBOS (proprietario della Bank of Scotland) e assicurazione sulla vita standard.
Glasgow è il porto principale della Scozia e il quarto centro industriale del Regno Unito, rappresentando oltre il 60% delle esportazioni scozzesi. La costruzione navale, sebbene in declino dall'inizio del XX secolo, rappresenta ancora gran parte dell'economia scozzese. La città ha il distretto commerciale e di distribuzione più grande ed economicamente importante del Regno Unito dopo il West End di Londra. Glasgow è anche uno dei 20 centri finanziari più grandi d'Europa ed è sede di molte società britanniche. Altre importanti industrie presenti a Glasgow sono quelle tessili, chimiche, della pesca, della birra e della distillazione.

## Esportazioni

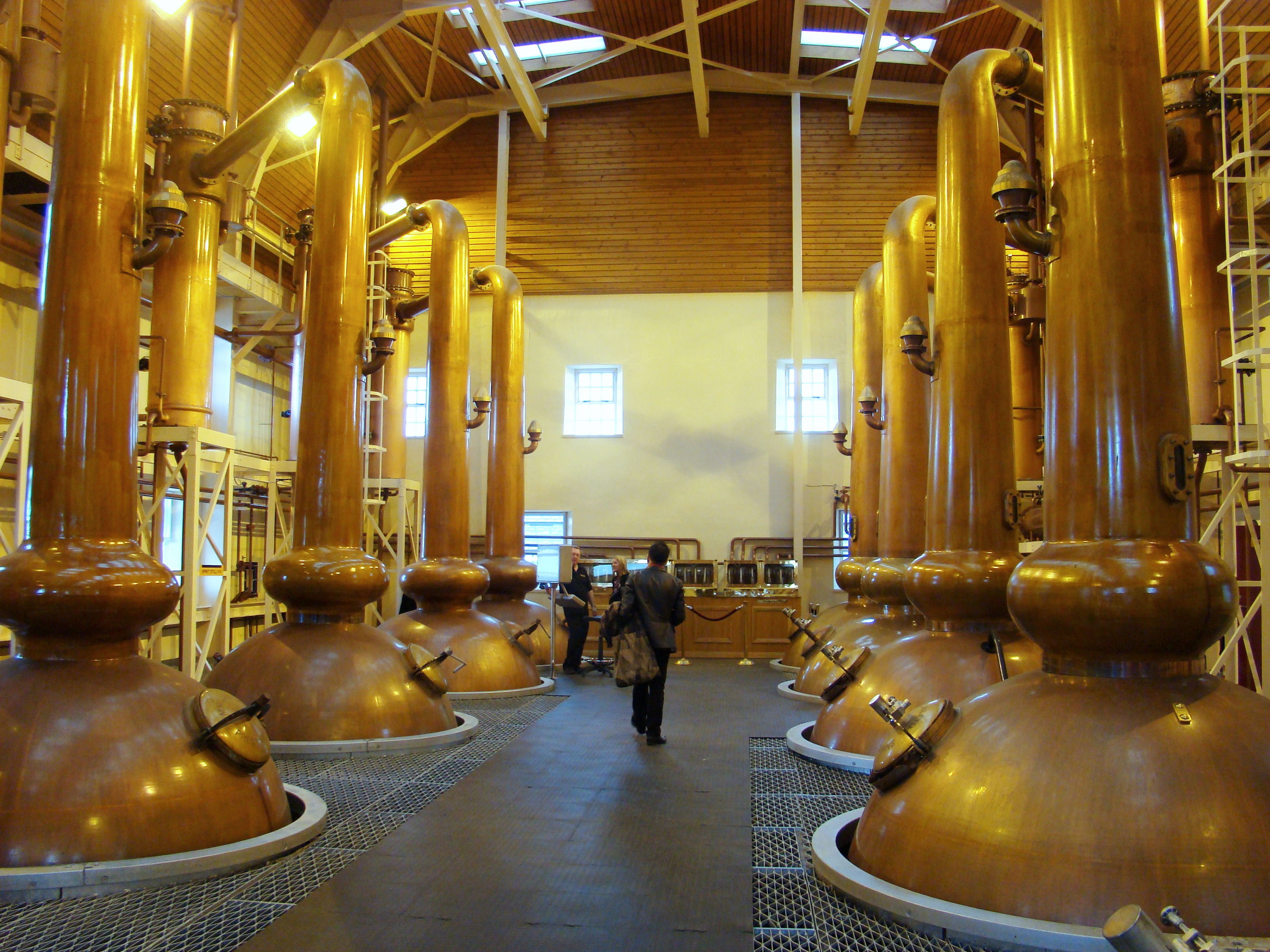
La distilleria di whisky Glenmorangie a Tain, Highlands.

Nel 2004, l'importo totale delle esportazioni (escluso il commercio interno del Regno Unito) è stato di circa 17,5 miliardi di sterline. Il 70% di questo importo (o 12,2 miliardi di sterline) proviene dal settore industriale. I prodotti più esportati sono whisky, elettronica e prodotti finanziari. I principali partner della Scozia sono Stati Uniti, Germania e Francia.

## Agricoltura, silvicoltura, pesca
Solo un quarto della terra è coltivato (principalmente a cereali e ortaggi), ma la pastorizia è importante nelle zone con meno seminativi. È il caso del nord-ovest della Scozia, utilizzato principalmente per il pascolo a causa dell'isolamento geografico, del clima e dell'acidità del suolo. Parti della Scozia orientale (Aberdeenshire, Fife, Angus) sono importanti centri di coltivazione dei cereali. Queste regioni offrono generalmente un terreno più piatto, e il clima è meno rigido e quindi più redditizio per la coltivazione dei cereali. La Scozia sud-occidentale (Ayrshire, Dumfries and Galloway) è un centro di produzione di latte. A causa della persistenza di un certo feudalesimo e l'enclosure nel XIX secolo, la terra apparteneva a relativamente pochi proprietari (circa 350 persone possiedono metà della terra). Nel 2003, il Parlamento scozzese ha avviato una riforma fondiaria che consente agli agricoltori di acquisire terreni anche se il proprietario si rifiuta di vendere.

## Banche
Anche il settore finanziario in Scozia ha caratteristiche uniche. Sebbene la Banca d'Inghilterra sia l'unica banca centrale del Regno Unito, tre banche continuano a emettere banconote: la Bank of Scotland, la Royal Bank of Scotland e la Clydesdale Bank. Queste banconote non hanno corso legale in Inghilterra, Galles o Irlanda del Nord, ma possono essere praticamente accettate in tutto il Regno Unito, compresa l'Isola di Man e le Isole del Canale. La Royal Bank of Scotland emette ancora banconote da 1 £, che sono praticamente utilizzate solo tra banche. Le banconote scozzesi comunemente accettate sono: £ 1, £ 5, £ 10, £ 20, £ 50, £ 100

## Gas e petrolio

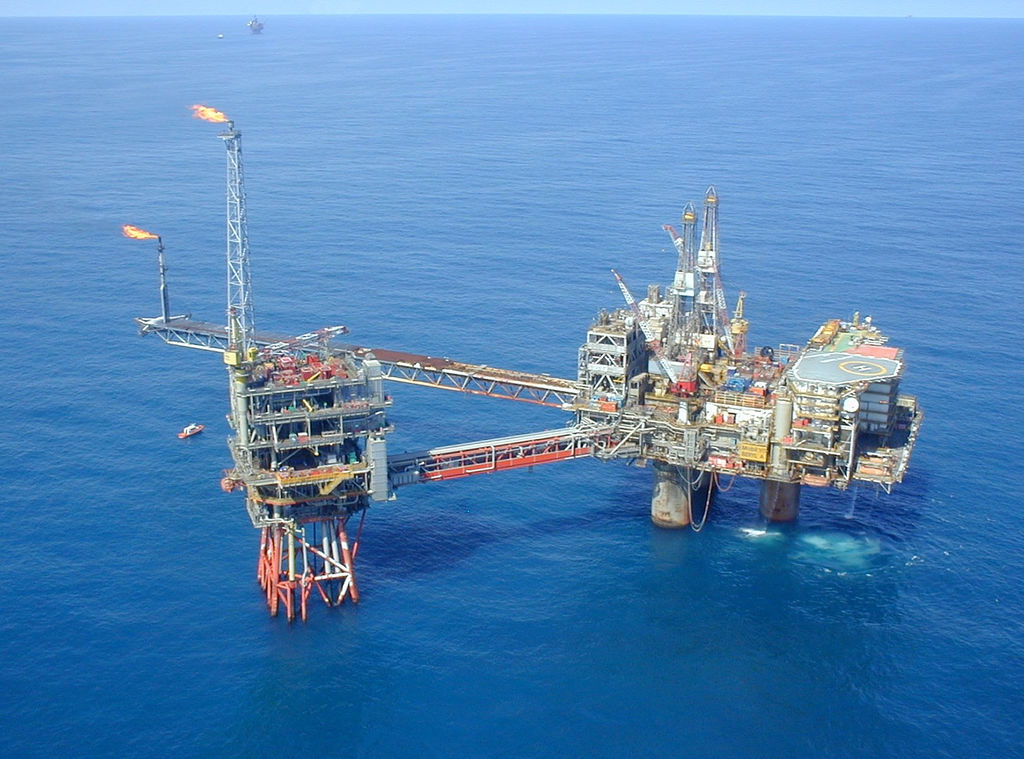
La piattaforma petrolifera Beryl alfa di ExxonMobil nel bacino orientale delle Shetland.

La scoperta del petrolio nel Mare del Nord negli anni '70 ha trasformato l'economia scozzese. La città di Aberdeen è diventata il centro dell'industria petrolifera del Mare del Nord, con un porto che serve la maggior parte delle piattaforme petrolifere. Sullum Voe nelle Shetland è il sito di uno dei principali terminali petroliferi, dove il petrolio arriva tramite oleodotti per essere caricato su petroliere. Ci sono circa 100.000 persone che lavorano nell'industria petrolifera. (6% della popolazione attiva).